# ديف رايس
ديف رايس (بالإنجليزية: Dave Rice)‏ هو مدير فني أمريكي، ولد في 1940.